# Campeonato Oficial de fútbol playa femenino de Chile
El Campeonato Oficial de fútbol playa femenino de Chile (oficialmente Campeonato Nacional "Entel PCS" de fútbol playa de la Asociación Nacional de Fútbol Profesional) es la máxima categoría del fútbol playa femenino profesional en Chile. Es organizada por la ANFP , perteneciente a la Federación de Fútbol de Chile.

## Palmarés

### Campeonatos por año
| Año  | Campeón | Subcampeón |
| 2009 | Everton | Colo-Colo  |